# Spvgg Weiskirchen
Die Sportvereinigung Weiskirchen ist ein Sportverein aus Rodgau. Der Verein entstand 1922 durch die Fusion der 1893 gegründeten TG Weiskirchen und der 1906 gegründeten Teutonia Weiskirchen und hieß fortan Spvgg 1893. Im Verein werden Fußball, Leichtathletik, Kampfsport und Turnen betrieben. Mitte der 1980er Jahre turnten Mannschaften des Vereins sowohl in der Trampolin- wie Herrenturnbundesliga. Von Sportlern des Vereins konnten bei den Trampolinweltmeisterschaften 1986 einmal Gold (Karl-Heinz Hüninghake) und einmal Silber (Christian Pöllath) erringen.

## Stadion
Das Stadion nennt sich "Haus des Sports" (ca. 500 Plätze); Kuriosum: Die Sportvereinigung verfügt über einen Sandplatz und einen Rasenplatz. Beide Plätze sind ungefähr zwei Meter abgesenkt, da nach dem Landesliga-Aufstieg 1996 eine Tribüne geplant war. Diese wurde nie gebaut, da der Verein 1998 Insolvenz anmelden musste und wieder in der Kreisliga startete.

## Erfolge
- Reservemeister Kreis Offenbach: 1958–1959
- Aufstieg in die B-Klasse: 1913/14, 1921/22
- Aufstieg in die A-Klasse: 2008/2009 (2. Mannschaft)
- Aufstieg in die Bezirksliga: 1932/33, 1950/51, 1952/53, 1969/70, 72/73, 78/79
- Aufstieg in die Kreisoberliga: 2007/2008
- Aufstieg in die Landesliga: 1984/85, 1995/96